# 築地大学校
築地大学校（つきじだいがっこう）は、明治初期（1874年(明治7年) - 1876年(明治9年)）に東京・築地の新湊町に存在したクリストファー・カロザースが設立した英学学校「カロザースの築地大学校」（東京大学校）と、1880年(明治13年) - 1883年(明治16年)に築地居留地に存在した英学学校「J.C.バラの築地大学校」（Tsukiji College）。前者は英米長老派の協働による学校、後者は米国長老派の単独による学校で、それぞれ米国長老派が運営に携わったが、別の学校である。どちらの学校も明治初期では最高レベルの学校で、カロザースの築地大学校からは都築馨六、尾崎行雄などの明治時代に活躍した人材を育成した。カロザースの築地大学校は東京大学校とも呼ばれた。

## 歴史・概要

### カロザースの築地大学校（東京大学校）
- 1869年（明治2年）
  - 7月27日 - 米国長老教会の宣教師、クリストファー・カロザース夫妻が来日。横浜のヘボン塾を手伝う[2]。
  - 10月 - 東京へ移り、築地ホテルに滞在。築地南小田原町の日本家屋を改築して居住、英語塾を開く[2]。
- 1870年（明治3年）- 築地居留地6番Ａ宣教師館に、カロザース夫妻が居住[2]。
- 1871年（明治4年）- 築地入船に米国のカロザースが英学指導を目的とする私塾を開く。（1872年（明治5年）発行の『新聞雑誌』第69号において、勤学する者は通学或いは学舎を設けて英学を教授する旨を告知し、広く学生を募集した。）
- 1872年（明治5年）
  - 3月 - カロザース夫人のジュリアが女学校を始める[2]。（女子学院の源流の一つ）
  - カロザースが慶應義塾最初の外国人教師を務め、寺子屋風であった慶應義塾のカリキュラムの近代化を進める[2]。
- 1874年（明治7年）10月 - カロザースが従来の英語塾を拡大して、築地居留地に隣接する新湊町4丁目の借家で、寄宿舎付きの英学校である「築地大学校」（東京大学校）を設立[2]。英米長老派の協働による学校であり、米国長老教会からはカロザースとディビッド・タムソンが教師となり、スコットランド一致長老教会からはヘンリー・フォールズ、ロバート・デイヴィッドスン、ヒュー・ワデルが教師となった。また、超宗派のエディンバラ医療宣教会のセオボールド・パームも教師に名を連ねた[1]。カロザースの出身校ペンシルベニア州のワシントン大学に倣って化学と宗教を教えた。
- 1875年（明治8年）- 同年5月20日付けのカロザースの書簡によると「生徒はおよそ内部生、外部生を合わせて約150名ほどおり、銀座長老教会の会員の多くがこの学校の生徒から出た」という（『七一雑報』1878年10月4日）。
- 1876年（明治9年）- カロザースが官立の広島英語学校に赴任し、伝道会を辞任したことにより、「築地大学校」は閉校となった[3][1]。

### J.C.バラの築地大学校（バラ学校、ヘボン塾後身）
- 1880年（明治13年）4月26日- 築地居留地7番に、同じ「築地大学校」の名を持った学校が、米国長老派の手で開校。英名はTsukiji College[1]。以前、横浜にあったヘボン塾の後身である。校長にはジョン・Ｃ・バラが就任したのでバラ学校とも呼ばれた[3]。ウィリアム・インブリー、O.M. グリーン、ディビッド・タムソンら米国長老教会宣教師が教師となった[1]。ヘンリー・フォールズ、田村直臣なども教師に名を連ねた[3]。カロザースの築地大学校とは別の学校である。9月の正式開校時には45名の入学者があり、年齢は18歳が最多であることから、現在の大学新入生にあたるとみられる。学科は、英文科と漢学科があり、予科3年、本科3年を修業年限としていた[3]。
- 1883年（明治16年）オランダ改革派教会の経営する横浜の先志学校と合併して、東京一致英和学校となる[3]。

## 学科課程
第一年
- 第一期 読本、会話及び訳読
- 第二期 万国史、会話及び訳読
- 第三期 万国史、会話及び訳読

第二年
- 第一期 米国史、算術
- 第二期 英国史、算術
- 第三期 仏国史、算術

第三年
- 第一期 希蝋史、代数学
- 第二期 羅馬史、代数学
- 第三期 動物学、幾何学

## 出身者
カロザースの築地大学校出身
- 尾崎行雄
- 真野文二
- 戸川安宅
- 増田増三
- 赤壁次郎
- 都築馨六
- 原胤昭
- 長田時行
- 石原保太郎
- 鈴木舎定
- 戸田欽堂
- 田村直臣
- 瓜生外吉
- 渡辺信
- 松本源太郎
- 斎藤岑雄

バラの築地大学校出身
- 青山彦太郎
- 石本三十郎
- 小川一真
- 小山作之助
- 北村季晴
- 永井直治
- 服部綾雄
- 松本源太郎
- 白洲文平

どちらの大学校か不明
- 薄定吉